# N591 (België)
De N591 is een gewestweg in België van Macon naar Macquenoise. De lengte van de weg bedraagt 10,9 kilometer.

## Traject
De N591 loopt geheel binnen de gemeente Momignies. Hij begint bij de aansluiting met de N593 in Macon en loopt in zuidwestelijke richting via de Chemin de l'Arbre en de Route du Macon naar Momignies. Via de Rue Chantrenee en Rue de Beauwelz komt de N591 in Beauwelz. Daar gaat het verder via Rue de la Fortelle, Rue des Bois en Le Four Matot naar Le Val d'Oise in Macquenoise, waar vlak voor de Franse grens wordt aangesloten op de N99.